# سام فرنسيس (عسكري)
سام فرنسيس (بالإنجليزية: Sam Francis)‏ هو لاعب كرة قدم أمريكية أمريكي، ولد في 26 أكتوبر 1913 في دنبار في المملكة المتحدة، وتوفي في 23 أبريل 2002 في سبرينغفيلد في الولايات المتحدة.

## وصلات خارجية
- سام فرنسيس على موقع مرجع كرة القدم المحترفة.كوم (الإنجليزية)
- سام فرنسيس على موقع أوليمبيديا (الإنجليزية)
- سام فرنسيس على موقع قاعة كنساس للمشاهير الرياضية (مؤرشف) (الإنجليزية)